# Antoni Estruch Simó

Fotografia d'Antoni Estruch Simó. Arxiu de la Primera església evangèlica baptista de Sabadell

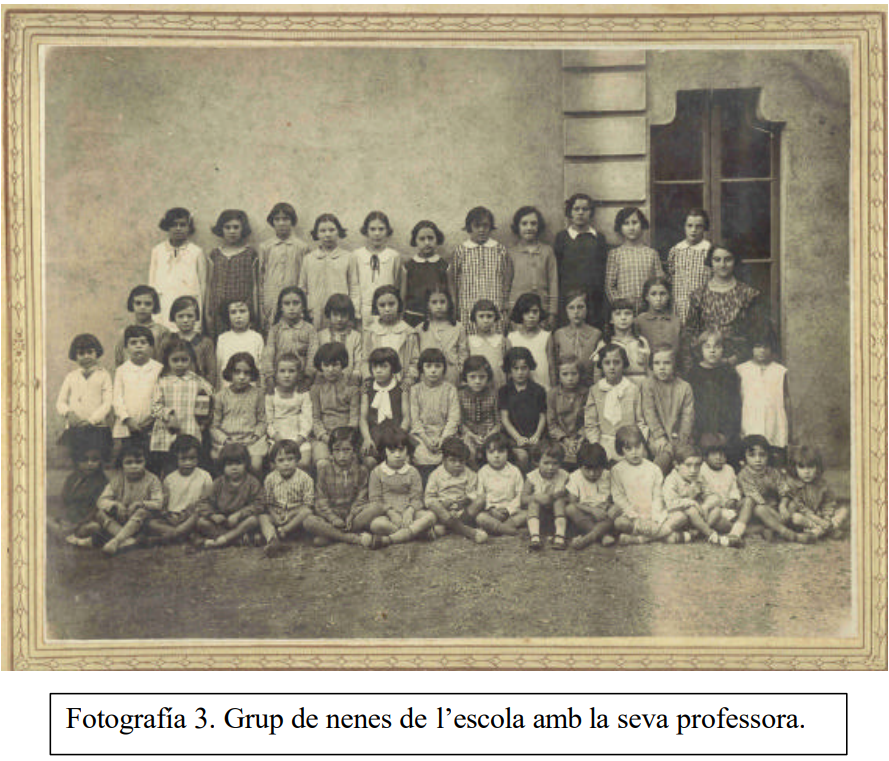
Escola femenina amb la seva professora, Susana Marquès. Foto: COMISSIÓ DEL CENTENARI. Història de l'Església de Crist de Sabadell 1903-2003. Sabadell, 2003, p. 17.

Antoni Estruch i Simó (Monistrol de Montserrat, 4 d'octubre de 1870 - Sabadell, 14 d'octubre de 1954), pastor i mestre protestant.

## Biografia

### Infantesa i estudis
El seu pare, Joaquim Estruch Biosca, fou dels primers convertits al protestantisme en aquesta població a rel d'unes conferències religioses impartides el mateix any 1870 per l'agent de la Societat Bíblica Britànica i Estrangera, Manuel Jiménez Calvo. Amb la col·laboració del pastor de l'església presbiteriana de Barcelona, el suís Alexandre Louis Empaytaz, va fundar-se a Monistrol una comunitat evangèlica i una escola. El petit Antoni hi fou el primer batejat
Estruch va rebre els primers estudis a la mateixa escola protestant i un cop presa la decisió de estudiar per exercir de ministre religiós, fou educat a l'escola del poble per José R. Rial, ex capellà catòlic, i més endavant, a Madrid, pel bisbe de l'església reformada Joan Baptista Cabrera. El 1895 va ser anomenat diaca, el 1897, prevere, i el 1898 pastor i mestre de la seva església de Monistrol de Montserrat.
Del període madrileny neix la seva relació amb la filla del bisbe Cabrera, Magdalena, amb la qual contraurà matrimoni. Tingueren quatre fills: María Magdalena, Rosa, Joan Baptista i Heribert.

### Estruch a Sabadell
El 1902 Estruch rebé l'encàrrec d'organitzar una comunitat reformada a Sabadell. El 1903 es va fundar l'església, agrupant diverses famílies procedents de Monistrol que residien a la ciutat vallesana i recollint alguns fidels disgregats de l'església baptista que havia patit una forta divisió interna. El reverend Antoni Estruch fou designat pastor de dita església i a partir de 1905 també organitzà una escola, la qual serà un referent en el mon educatiu sabadellenc en tota la primera meitat del segle xx. Les escoles gaudiren d'un gran prestigi a la ciutat pels seus mètodes pedagògics moderns i liberals, separant l'educació general de la religiosa, que s'impartia voluntàriament els diumenges. Generacions de ciutadans passaren per aquestes escoles, conegudes popularment com el col·legi de cal senyor Estruch. La intolerància d'aquells moments dificultà la consecució dels permisos necessaris, però malgrat els impediments, les escoles sempre estigueren en funcionament, llevat d'algun període durant la Setmana Tràgica. En un primer moment l'escola era només masculina, però el 1908, Isabel Lawrence, li va traspassar un col·legi de noies que aleshores regentava i que s'anomenava Colegio Progresista.
El 29 de juny de 1923 va inaugurar-se el nou temple, situat en el carrer Victor Balaguer, 208 (avui carrer del Sol), cantonada Duran i Sors, on Estruch continuarà exercint de pastor i de director i mestre de les escoles.

### Guerra Civil i post-guerra
Al començar la guerra civil espanyola el col·legi va haver de tancar, però l'església va poder continuar celebrant la seva litúrgia. A l'acabar la guerra, les autoritats van ordenar la clausura de tots els centres de culte no catòlic i, a resultes d'una denúncia formulada per persones influents, el 1940, Antoni Estruch, juntament amb altres personalitats protestants van ser condemnats a desterrament, però gràcies a la intervenció del batlle de Sabadell, Josep Maria Marcet i Coll, van aconseguir no haver de marxar de la ciutat. De fet, Marcet coneixia les creences protestants i tenia amb Estruch una franca amistat. Es podria dir que gràcies al batlle Marcet, els protestants sabadellencs no van passar per la repressió que patiren en altres indrets.
El 14 d'octubre de 1954, moria Antoni Estruch, amb els serveis religiosos restablerts, però malauradament, amb les escoles definitivament clausurades. El mateix alcalde Marcet definia a Estruch com “un home bondadós, amb una llarga barba blanca que accentuava el seu aspecte afable”.